# Ustawa o wolności religijnej Indian amerykańskich
Ustawa o wolności religijnej Indian amerykańskich (ang. American Indian Religious Freedom Act, AIRFA) – ustawa Kongresu Stanów Zjednoczonych z 1978 roku, potwierdzająca i rozszerzająca prawa tubylczych Amerykanów do swobody wyznawania i praktykowania różnych rodzajów religii i związanych z nimi ceremonii, w tym tradycyjnych indiańskich religii plemiennych i synkretycznych indiańskich ruchów religijnych.
Uchwalenie ustawy było efektem postulatów tubylczych społeczności z różnych plemion i religii północnoamerykańskich Indian oraz grup obrońców praw człowieka. Zwracali oni uwagę na problemy z praktyczną realizacją konstytucyjnych praw do wolności religijnej przez mniejszościowe grupy wyznawców rozmaitych tradycyjnych religii plemiennych, nie wywodzących się z uznawanych i akceptowanych religii europejskich. Ich wyznawcy spotykali się często z utrudnieniami administracyjnymi i sądowymi, niechęcią i podejrzliwością społeczną, biurokracją i rozmaitymi prześladowaniami.
AIRFA potwierdziła równość wobec prawa indiańskich religii i ceremonii z innymi religiami w USA, choć jej krytycy wskazują, iż ustawa nie zapewnia wystarczająco skutecznych narzędzi do praktycznej realizacji tego prawa (np. wyznawcom pejotyzmu i indiańskim więźniom). Mimo swej niedoskonałości ustawa o wolności religijnej Indian amerykańskich uważana jest za jeden z najistotniejszych aktów prawnych drugiej połowy XX w. potwierdzających prawa obywatelskie tubylczych Amerykanów w sferze religijnej. Wychodziła naprzeciw oczekiwaniom nowego panindiańskiego ruchu, dążącego m.in. do odrodzenia tradycyjnych kultur i religii północnoamerykańskich Indian oraz spełniała niektóre postulaty powstałych w poprzednich dekadach w USA (i aktywnych zwłaszcza w latach 70.) licznych tubylczych organizacji i ruchów społecznych (NCAI, AIM, W.A.R.N.).
Ustawa była później modyfikowana, zezwalając m.in. w 1994 roku na używanie przez Indian pejotlu w celach religijnych (zob. linki zewn.).